# Альфонсас Малдоніс
Альфонсас Малдоніс (лит. Alfonsas Maldonis; 22 серпня 1929 — 6 жовтня 2007) — литовський поет і редактор.

## Життєпис
У 1954 закінчив історико-філологічний факультет Вільнюського університету. У 1962–1970 — головний редактор видавництва «Вага» (Вільнюс). Друкується із 1956. Перша збірка віршів — «Середина літа», опублікована в 1958, потім вийшли збірки «Вітер хмару жене» (1960), «Сонячна злива» (1962; Державна премія Литви, 1965), «Ростуть дерева» (1965), « Ці роки» (1966), «Водяні знаки» (1969).

## Нагороди
- Орден Великого князя Литовського Гедиміна (1996)
- Медаль Незалежності Литви (2000)